# Совиньон-блан
Совиньон-блан (фр. Sauvignon blanc) — технический (винный) сорт белого винограда из долины Луары, используемый для производства белых вин. Ныне один из самых распространённых и культивируемых сортов белого винограда в мире, конкурирующий в этом отношении с шардоне. Вино из этого винограда имеет кисловатый привкус с ароматом крыжовника.

## История и распространение
Предварительные данные позволяют предположить, что совиньон-блан произошёл от саваньена и сохранил его название (вероятно, производное от фр. sauvage — «дикий»). Известны многочисленные цветовые мутации: совиньон-вер, совиньон-гри (он же совиньон-розе), совиньон-нуар, совиньон-вьоле. В долине Луары на сухих сортовых винах из совиньона специализируются аппелласьоны (винодельческие зоны) Сансер и Пуйи-Фюме (причём последние славятся лёгким запахом дымка).
Мировой известностью совиньон-блан обязан винам Бордо, из которых он с каждым десятилетием всё больше вытесняет семильон. Особенно велики занимаемые им площади в бордоском субрегионе Антр-дё-Мер, который расположен между Гаронной и Дордонью. В Сотерне теперь используется даже для производства сладких десертных вин. Всего во Франции виноградники этого сорта в 2007 году покрывали площадь в 26 062 гектаров.
С конца XX века совиньон-блан распространился по всем винодельческим континентам, став подлинно международным сортом. В Старом свете его можно встретить в североитальянских областях Венеция и Фриули-Венеция-Джулия, в Чехии, Словении, Хорватии, Сербии, Болгарии, Венгрии, Испании, Румынии, Молдавии и др. В Германии совиньон-блан культивируют преимущественно на юго-западе — в винодельческих регионах Пфальц, Рейнгессен, Баден и Вюртемберг, в Австрии — в земле Штирия, в Швейцарии — в районе Женевы и на юге, в кантонах Вале и Тичино.
На иных континентах совиньон получил распространение в Австралии (5544 га в 2007), в Южной Африке (8872 га в 2007), Калифорнии (под названием Fumé Blanc), Канаде, Аргентине и Чили (где его по старой европейской традиции высаживают вперемешку с зелёной вариацией). Пожалуй, наибольший международный успех сопутствовал сортовым винам из совиньона, выращенного в Новой Зеландии (10 491 га в 2007 г.). С 1990-х годов стабильно получают высокие оценки винных критиков белые вина новозеландского региона Марлборо. Новозеландские виноделы стали употреблять для бутылок из совиньон-блана завинчивающиеся крышки — практика, которая в XXI веке распространилась и на другие белые вина.

## Ботаническое описание
Гроздья совиньона имеют цилиндрическую форму, ягоды растут плотно одна к другой. Они продолговатой формы, небольшие по величине, окрас созревших ягод варьируется от светло-жёлтого до золотистого. Листья небольшие, округлые, как правило пятипалые. Края зубчатые. Поверхность листьев — бугристо-грубоватая. Лоза древовидна, что позволяет ей выдерживать умеренные зимние холода.
Совиньон-блан созревает довольно поздно (в Германии — примерно на неделю позже сильванера). Количество производимого вина относительно небольшое — около 60—70 гектолитров на гектар.

## Применение в виноделии

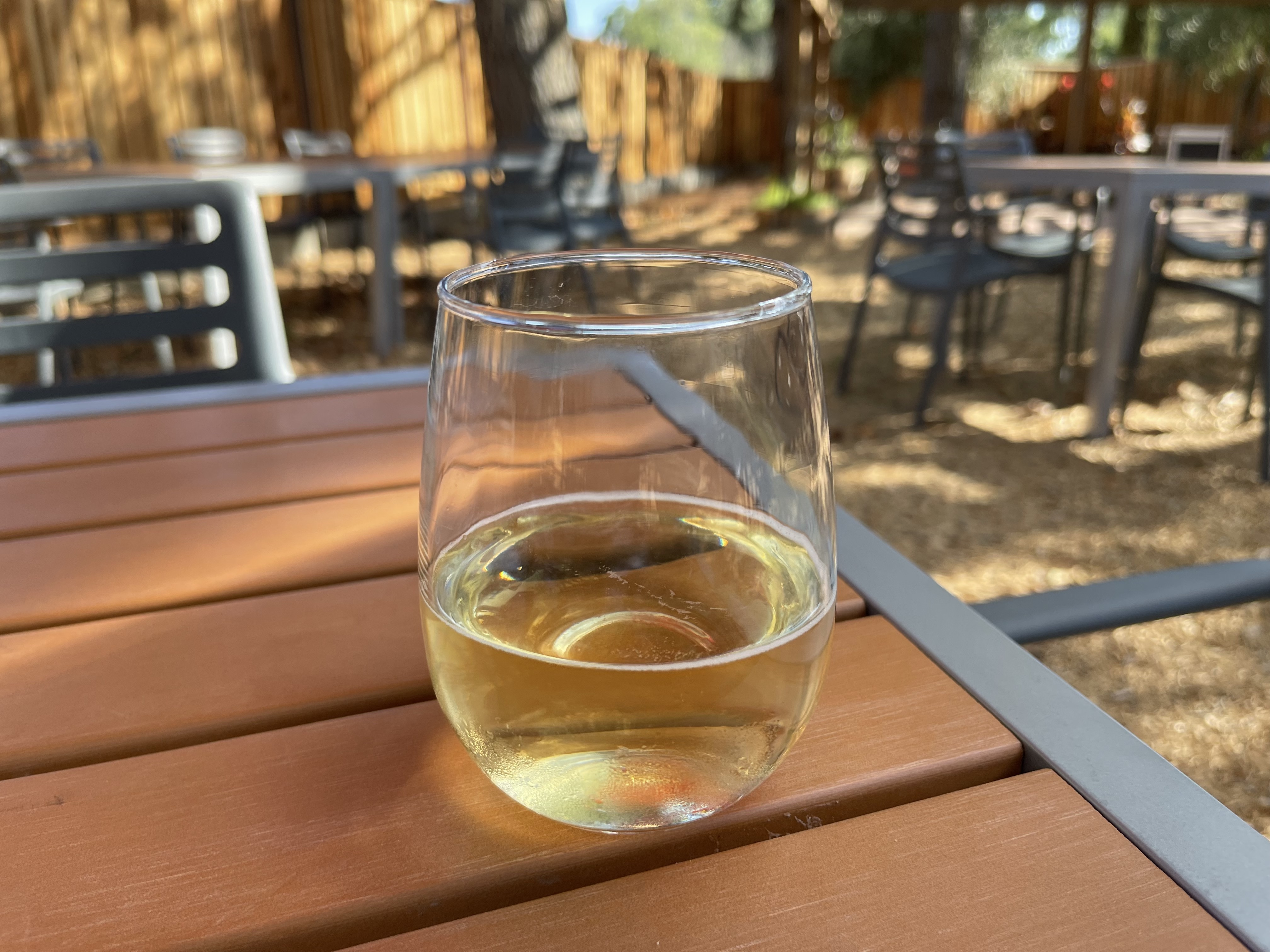
Цвет сортовых вин бледный, соломенно-жёлтый, иногда с зеленоватым отливом

Французские виноделы относят совиньон-блан к наиболее элитным сортам винограда (cépages nobles). Лучше всего удаются вина из совиньона, выращенного в относительно прохладных регионах вроде Сансера и Новой Зеландии: весьма кислотные, освежающие, бодрящие, «хрустящие». Совиньон, выращенный в жарком климате, приобретает нюансы тропических фруктов, но вместе с тем часто теряет в выраженности аромата. В этом случае залогом успеха вина часто становится холодная ферментация и использование особо ароматичных дрожжей (вроде Brettanomyces).
При описании аромата совиньон-блана его часто сравнивают со смородиновым листом и свежескошенной травой, а в случае недозрелости винограда — с кошачьей мочой. Для смягчения кислотности рекомендуется выдержка вин в дубовых бочках. Впрочем, сансерские и новозеландские виноделы предпочитают выдерживать вина в металлических ёмкостях (с тем, чтобы оттенки дуба не препятствовали выражению характерных для сорта ароматов). 
При длительном хранении в сортовых винах из совиньона развиваются ноты гороха и спаржи, которые многие ценители не считают желательными. В связи с этим вина из совиньона обычно рекомендуют употреблять в течение пяти лет с момента их выпуска. Исключение составляют премиальные вина Грава (где совиньон часто смешан с семильоном).

## Синонимы и мутации
Синонимы: Beyaz Sauvignon, Blanc doux, Blanc Fumé, Bordeaux bianco, Champagne, Douce blanche, Feher Sauvignon, Feigentraube, Fie, Fumé, Fumé Blanc, Fumé surin, Genetin, gennetin, Gentin, Gros Sauvignon, Libournais, Мелкий сотерн, Muskat Sylvaner, Muskatani Sivanec, Muskatni Silvanac/-ec, Muskatsilvaner, Muskat-Sylvaner, Painechon, Pellegrina, Petit Sauvignon, Picabon, Piccabon, Пино местный белый, Pissotta, Puinechou, Punechon, Punechou, Quinechon, Rouchelin, Sampelgrina, Sarvonien, Sauternes, Sauvignon, Sauvignon Bianco, Sauvignon Blanco, Sauvignon fumé, Sauvignon gros, Sauvignon jaune, Sauvignon jeune, Sauvignon petit, Sauvignon vert, Sauvignon White, Savagnou, Savignon, Sciampagna, Servanien, Servonien, Servoyen, Souternes, Sovinak, Совиньон белый, Sovinon, Spergolina, Surin, Sylvaner musqué, Uva Pergolina, Weißer Sauvignon, Zoeld Ortlibi.
Существуют цветовые мутации сорта — розовокожий Sauvignon Gris, иногда называемый Sauvignon Rose, и красно-синий Sauvignon Rouge. Оба варианта выращивают преимущественно в долине Луары.